# Паранормальное явление (медиафраншиза)
Паранормальное явление — американская медиафраншиза в жанре фильмов ужасов о сверхъестественном. Была создана израильским режиссёром Ореном Пели в 2007 году.
Во всех фильмах франшизы рассказывается об обычных семьях, которых начинает преследовать демон «Тоби» из книги Товита, который поначалу преследует, затем пугает и в конечном итоге убивает нескольких членов семьи и захватывает тело одного из них для своих целей. Фильм использует жанр мокьюментари, где зритель представляет будто действительно наблюдает за персонажами с камеры видеонаблюдения, которые герои расставляют в течение фильма, а также весь фильм представляется зрителю как материалы с найденных записей на кино- или видеокамере, часто оставшихся после пропавших или умерших героев.
В целом серия фильмов получила смешанные отзывы. Первый и третий фильмы получили в целом положительные отзывы критиков, второй и пятый фильмы получили более неоднозначные отзывы, а четвертый, шестой и седьмой получили в основном отрицательные отзывы. Серия фильмов имела также финансовый успех, так например все фильмы с общим бюджетом 28 миллионов долларов принесли их создателям более 900 миллионов долларов.

## Фильмы
| Фильм                                   | Дата выхода (РФ) | Режиссёр(ы)                 | Сценарист(ы)                                                 | Сценарист(ы)                                       | Продюсер(ы)                             |
| Фильм                                   | Дата выхода (РФ) | Режиссёр(ы)                 | Сценарий                                                     | Сюжет                                              | Продюсер(ы)                             |
| --------------------------------------- | ---------------- | --------------------------- | ------------------------------------------------------------ | -------------------------------------------------- | --------------------------------------- |
| Паранормальное явление                  | 5 ноября 2009    | Орен Пели                   | Орен Пели                                                    | Орен Пели                                          | Джейсон Блам, Орен Пели, Стивен Шнайдер |
| Паранормальное явление 2                | 21 октября 2010  | Тод Уильямс                 | Майкл Р. Перри, Кристофер Лэндон, Том Пабст                  | Майкл Р. Перри                                     | Джейсон Блам, Орен Пели                 |
| Паранормальное явление 3                | 20 октября 2011  | Генри Джуст, Эриель Шульман | Кристофер Лэндон                                             | Кристофер Лэндон                                   | Джейсон Блам, Орен Пели, Стивен Шнайдер |
| Паранормальное явление 4                | 18 октября 2012  | Генри Джуст, Эриель Шульман | Кристофер Лэндон                                             | Чад Фихан                                          | Джейсон Блам, Орен Пели                 |
| Паранормальное явление: Метка Дьявола   | 9 января 2014    | Кристофер Лэндон            | Кристофер Лэндон                                             | Кристофер Лэндон                                   | Джейсон Блам, Орен Пели                 |
| Паранормальное явление 5: Призраки в 3D | 22 октября 2015  | Грегори Плоткин             | Джейсон Пэган, Эндрю Дойчман, Гэвин Хеффернан, Адам Робитель | Брэнтли Ауфилл, Джейсон Гарри Пэган, Эндрю Дойчман | Джейсон Блам, Орен Пели                 |
| Паранормальное явление: Ближайший родич | 29 октября 2021  | Уильям Юбэнк                | Кристофер Лэндон                                             | Кристофер Лэндон                                   | Джейсон Блам, Орен Пели                 |

## Кассовые сборы
| Фильм                                   | Кассовые сборы | Кассовые сборы | Кассовые сборы | Бюджет        | Примечания |
| Фильм                                   | США            | За рубежом     | Весь мир       | Бюджет        | Примечания |
| --------------------------------------- | -------------- | -------------- | -------------- | ------------- | ---------- |
| Паранормальное явление                  | $107,918,810   | $85,436,990    | $193,355,800   | $15,000       | [ 1 ]      |
| Паранормальное явление 2                | $84,752,907    | $92,759,125    | $177,512,032   | $3 миллиона   | [ 2 ]      |
| Паранормальное явление 3                | $104,028,807   | $103,011,037   | $207,039,844   | $5 миллионов  | [ 3 ]      |
| Паранормальное явление 4                | $53,900,335    | $88,917,657    | $142,817,992   | $5 миллионов  | [ 4 ]      |
| Паранормальное явление: метка дьявола   | $32,462,372    | $58,442,482    | $90,904,854    | $5 миллионов  | [ 5 ]      |
| Паранормальное явление 5: Призраки в 3D | $18,300,124    | $60,603,000    | $78,903,124    | $10 миллионов | [ 6 ]      |
| Паранормальное явление: Ближайший родич |                |                |                |               | [ 7 ]      |
| Общие                                   | $401 384 320   | $432 715 006   | $890 533 646   | $28,015,000   |            |

## Отзывы
| Фильм                                   | Rotten Tomatoes    | Metacritic      | CinemaScore |
| --------------------------------------- | ------------------ | --------------- | ----------- |
| Паранормальное явление                  | 83 % (204 отзыва)  | 68 (24 отзыва)  | N/A         |
| Паранормальное явление 2                | 58 % (136 отзывов) | 53 (23 отзыва)  | B           |
| Паранормальное явление 3                | 67 % (124 отзыва)  | 59 (25 отзывов) | C+          |
| Паранормальное явление 4                | 23 % (111 отзывов) | 40 (22 отзыва)  | C           |
| Паранормальное явление: Метка дьявола   | 39 % (82 отзыва)   | 42 (19 отзывов) | C−          |
| Паранормальное явление 5: Призраки в 3D | 14 % (77 отзывов)  | 30 (13 отзывов) | C           |
| Паранормальное явление: Ближайший родич | 26 % (39 отзывов)  | 37 (12 отзывов) | N/A         |

## Другие медиа

### Цифровой комикс
В декабре 2009 года в магазине AppStore появился небольшой комикс под названием «Paranormal Activity: The Search for Katie». Комикс был создан Скоттом Лобделлом и Марком Бэджером.

### Компьютерные игры
Первой игрой, выпущенной по вселенной паранормальное явление, была Paranormal Activity: Sanctuary, разработанная компанией Ogmento в 2011 году. Мобильная игра стала первой из когда-либо созданных игр с элементами дополненной реальности, основанной на местоположении.
Paranormal Activity: The Lost Soul была выпущена в 2017 года для Windows и PS4. Игра была разработана для виртуальной реальности и имела поддержку шлемов PlayStation VR, Oculus Rift и HTC Vive. Игра была номинирована на премию Annual Game Audio Network Guild Awards за «Лучший звуковой дизайн для инди-игры».

### Документальный фильм
В 2021 году, был выпущен документальный фильм Unknown Dimension: The Story of Paranormal Activity о создании одноимённого фильма.

### Театральная постановка
15 сентября 2023 года Саймон Френд сообщил, что занят написанием сюжета для театральной постановке. О примерной или точной дате выхода постановки, пока ничего не известно.